# Murakami Namiroku

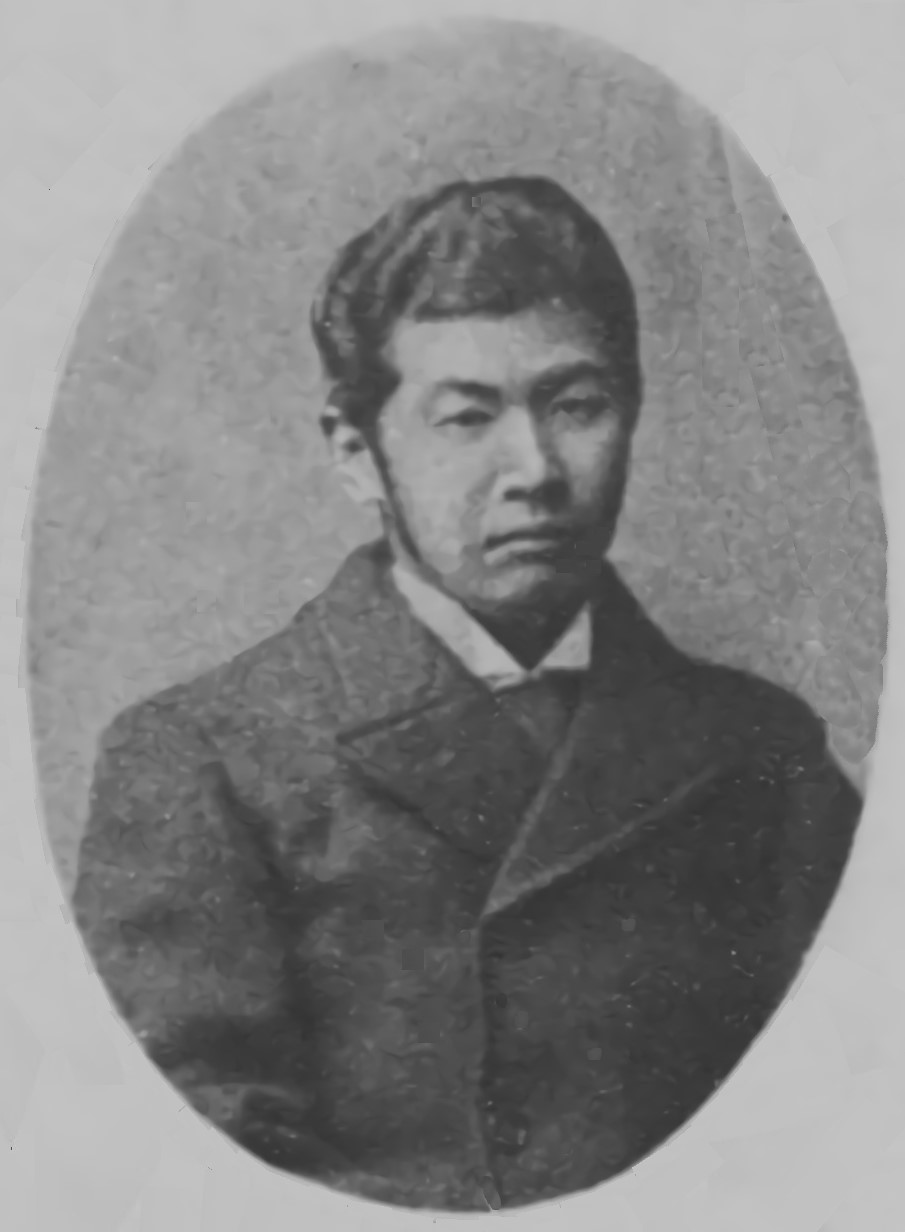
Murakami Namiroku

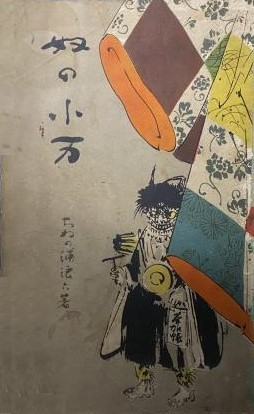
„Yakko no koman“, Umschlag

Murakami Namiroku (japanisch 村上 浪六, Vorname eigentlich Makoto (信); geboren 18. Dezember 1865 in Sakai (Provinz Izumi); gestorben 1. November 1944 in Tokio) war ein japanischer Schriftsteller.

## Leben und Wirken
Murakami Namiroku schloss die Grundschule ab und arbeitete für Präfekturgouverneuren und Politikern und trat in den Regierungsdienst ein. Er kündigte aber im Alter von 20 Jahren und zog von Ort zu Ort. Er besaß das Gasthaus „Minshian“ (眠獅庵) – „Herberge zum schlafenden Löwen“. 1890 wurde er Korrektor für die Zeitung „Hōchi Shimbun“ (報知新聞), und im folgenden Jahr veröffentlichte er auf Empfehlung von Morita Shiken (森田思軒; 1861–1897), dem Chefredakteur, sein erstes Werk, „Mikazuki“ (三日月), – „Mondsichel“ das großen Anklang fand.
„Yakko no koman“ (奴の小万) 1892, „Ato no mikazuki“ (後の三日月) – „Mondsichel Fortsetzung“ 1894, „Kyōkaku shinzui Myōhōin Kampachi“ (侠客神髄妙法院勘) – „Ritterliche Essenz Myōhōin Kampachi“ 1926 etc. wurden „Bachibin-Romane“. Auch „Yare-daiko“ (破太鼓) – etwa „Trommel im Vordergrund“ 1892, in dem der Held sich mit purer Leidenschaft den Behörden stellt und in notwendiger Folge stirbt, und „Hachiken Nagaya“ (八軒長屋) 1906–08, eine dreibändige Reihe, die das Leben in einer billigen Unterkunft darstellt, verdienen Beachtung. „Tōsei go-ri otoko“ (当世五人男) – „Fünf Männer der Gegenwart“ aus dem Jahr 1896 ist besonders typisch für seine Themen und für seinen Stil.
Murakamis letztes Buch erschien 1943, aber seit der Shōwa-Zeit verlor er an Bedeutung.